# Lee Radford

a Compétitions nationales et continentales officielles uniquement.

b Matchs officiels uniquement.
Lee Radford, né le 26 mars 1979 à Kingston upon Hull, est un ancien joueur de rugby à XIII anglais évoluant au poste de deuxième ligne reconverti entraîneur. En tant que joueur, il a joué dans deux clubs principalement, d'abord à Hull FC puis à Bradford avant de retourner à Hull FC.
Après sa carrière sportive, il devient entraîneur et prend en main le Hull FC à partir de 2014 avant d'être licencié en mars 2020.

## Palmarès

### En tant que joueur
- Collectif : 
  - Vainqueur du World Club Challenge : 2004 (Bradford).
  - Vainqueur de la Super League : 2001, 2003 et 2005 (Bradford).
  - Vainqueur de la Challenge Cup : 2000 et 2003 (Bradford).
  - Finaliste de la Super League : 1999, 2002, 2004 (Bradford) et 2006 (Hull FC).
  - Finaliste de la Challenge Cup : 2001 (Bradford) et 2008 (Hull FC).

### En tant qu'entraîneur
- Collectif :
  - Vainqueur de la Challenge Cup : 2016 et 2017 (Hull FC).

#### Statistiques d'entraîneur
| Championnat       | Équipe     | Phase régulière | Phase finale | Challenge Cup      |
| ----------------- | ---------- | --------------- | ------------ | ------------------ |
| Super League 2014 | Hull FC    | 11e             | Non qualifié | Seizième de finale |
| Super League 2015 | Hull FC    | 8e              | Non qualifié | Quart-de-finale    |
| Super League 2016 | Hull FC    | 3e              | Demi-finale  | Vainqueur          |
| Super League 2017 | Hull FC    | 3e              | Demi-finale  | Vainqueur          |
| Super League 2018 | Hull FC    | 8e              | Non qualifié | Quart-de-finale    |
| Super League 2019 | Hull FC    | 6e              | Non qualifié | Demi-finale        |
| Super League 2020 | Hull FC    | 6e              | Demi-finale  | Quart-de-finale    |
| Super League 2022 | Castleford | 7e              | Non qualifié | Quart-de-finale    |
| Super League 2023 | Castleford |                 |              |                    |

### Performances d'entraîneur
| Club              | Début            | Fin          | Résultats                                   |
| ----------------- | ---------------- | ------------ | ------------------------------------------- |
| Hull FC           | 1er janvier 2014 | 12 mars 2020 | Vainqueur de la Challenge Cup 2016 et 2017. |
| Castleford Tigers | 1er janvier 2022 | en cours     |                                             |